# Bustul lui Iancu Flondor din Rădăuți

Bustul lui Iancu Flondor din Rădăuţi.

Bustul lui Iancu Flondor din Rădăuți este un monument ridicat în memoria omului politic Iancu Flondor (1865-1924), amplasat în orașul Rădăuți (județul Suceava). Acesta este singurul monument din România care omagiază personalitatea patriotului bucovinean, fost deputat în Dieta Bucovinei și președinte al Consiliului Național al Bucovinei (care a votat la 15/28 noiembrie 1918 Unirea Bucovinei cu România).

## Amplasarea bustului
Inițiativa ridicării acestui bust a aparținut profesorului Mihai Pânzaru și avocatului Emil Ianuș. În anul 2008, cei doi i-au propus primarului Aurel Olărean realizarea acestui bust. Primarul a cerut consimțământul participanților la o manifestare cu public numeros, aceștia declarându-se de acord. Ca urmare, primarul Olărean a inițiat un proiect de hotărâre care a fost dezbătut și votat de Consiliul Local Rădăuți. 
Bustul a fost realizat din bronz de către sculptorul botoșănean Marcel Mănăstireanu (n. 1950), costurile pentru realizarea lucrării, în valoare de 5.000 de lei, fiind suportate de către municipalitate. 
Bustul lui Iancu Flondor a fost amplasat în Parcul central al municipiului Rădăuți, fiind dezvelit sâmbătă, 28 noiembrie 2009 (când se împlineau 91 de ani de la votarea Unirii Bucovinei cu România), la ora 10:00. La această ceremonie au participat Aurel Olărean (primarul municipiului Rădăuți), prof. dr. Daniel Hrenciuc (directorul coordonator al Direcției pentru Cultură, Culte și Patrimoniu Cultural Național Suceava), istoricul Vlad Gafița, deputatul Mircea Irimescu, o parte a consilierilor locali și trei oaspeți de la Cernăuți (profesorul universitar Ilie Popescu, președintele Societății pentru Cultură Românească „Mihai Eminescu”, Vasile Bîcu și cercetătorul Petru Grior). De asemenea, a luat parte și Carmen Racovitza, soția lui Alexandru Racovitza, strănepotul lui Iancu Flondor. 
După sfințirea monumentului de către preotul Nicolae Vârtea, parohul Catedralei Ortodoxe din Rădăuți, a urmat evocarea personalității lui Iancu Flondor de către avocatul Emil Ianuș, lector dr. Vlad Gafița de la Universitatea „Ștefan cel Mare” din Suceava și cercetătorul Petru Grior din Cernăuți. 
În continuare, la ora 11:30, la Casa de Cultură din Rădăuți a avut loc un simpozion dedicat Unirii Bucovinei cu România, la care au susținut comunicări lector dr. Vlad Gafița, prof. dr. Daniel Hrenciuc, cernăuțeanul Petru Grior, ing. Mircea Irimescu (deputat în Parlamentul României) și viceprimarul Simion Sticleț.
Pe soclul bustului este amplasată o placă de marmură neagră pe care este scris: "Iancu Flondor. 1865-1924. Eroul Unirii Bucovinei cu România". 